# Kleinhau
Kleinhau ist ein Ortsteil der Gemeinde Hürtgenwald im Kreis Düren, Nordrhein-Westfalen.
Kleinhau ist Sitz der Verwaltung der Gemeinde Hürtgenwald. Dort befindet sich auch das Rathaus.

## Lage

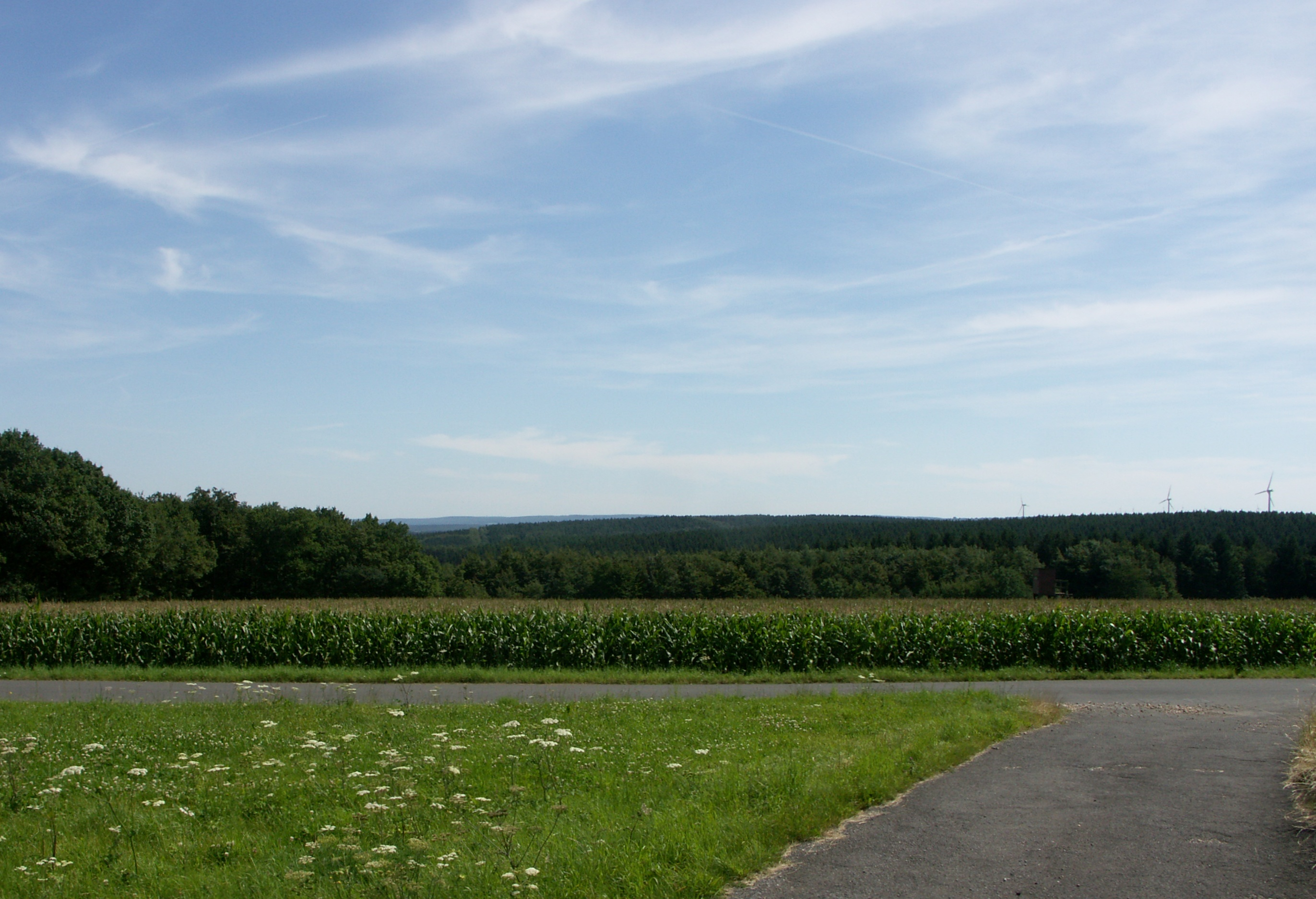
Landschaft des Hürtgenwalds nahe Kleinhau

Der Ort liegt im Nationalpark Eifel in der Rureifel und im Naturpark Nordeifel in der Eifel. Nachbarorte sind Hürtgen, Großhau, Brandenberg und Schafberg. Von Kleinhau aus besteht ein weiter Blick in die Kölner Bucht und die Zülpicher Börde.
Nordwestlich von Kleinhau liegt die Wehebachtalsperre. Die alte Straße von Kleinhau nach Schevenhütte wurde durch das Aufstauen der Talsperre unterbrochen, ist aber noch vorhanden und kann prinzipiell bei entsprechend niedrigen Wasserstand als Wanderweg genutzt werden.

## Geschichte
Bodenfunde lassen auf eine erste Besiedlung in der Jungsteinzeit zwischen 3000 und 1800 vor Christus schließen. Der Ort wird in den ersten Aufzeichnungen aus den Jahren um 1500 als auf dem Hau bezeichnet.
Im Zweiten Weltkrieg wurde Kleinhau bei den Kämpfen im Hürtgenwald (u. a. Allerseelenschlacht) fast völlig zerstört.
Am 1. Juli 1969 schlossen sich die ehemals selbstständigen, im Amtsverband Straß-Bergstein verwalteten Gemeinden Bergstein, Brandenberg, Gey, Großhau, Hürtgen, Kleinhau und Straß freiwillig zur Gemeinde Hürtgenwald zusammen. Im Rahmen der kommunalen Neugliederung (Aachen-Gesetz) entstand die Gemeinde Hürtgenwald durch die Eingliederung von Vossenack am 1. Januar 1972 in ihrer jetzigen Größe.

## Bildung
Im Ort gibt es einen zweigruppigen Kindergarten. Im Schulzentrum in der Nähe des Rathauses befindet sich die Sekundarschule Nordeifel.

## Wirtschaft
Die Holzköhlerei war im 16. und 17. Jahrhundert ein wichtiger Erwerbszweig in Kleinhau. Jährlich wurden 1.000 und mehr Karren Holzkohle in die umliegenden Eisenwerke transportiert. Im Tal der Roten und Weißen Wehe wurden Eisenerz und Schiefer abgebaut. Bergbau und Verhüttung gab es um Kleinhau bereits in römischer Zeit.
Am Ortsrand haben sich heute in einem kleinen Gewerbegebiet regionale Supermärkte angesiedelt.

## Verkehr
Mitten durch den Ort führt die Bundesstraße 399. Im Ort zweigt die Landstraße nach Brandenberg, Bergstein und Zerkall ab.
Busse des Rurtalbus bedienen den Ort auf den AVV-Linien 285, 286 und SB 86. Bis zum 31. Dezember 2019 wurde als damals einzige in Kleinhau verkehrende Buslinie die Linie 286 vom BVR Busverkehr Rheinland betrieben.
| Linie | Verlauf |
| ----- | --- |
| 285   | Kleinhau – Brandenberg – Bergstein – Zerkall – Brück – Nideggen |
| 286   | Düren Bf/ZOB – StadtCenter – Kaiserplatz – Rölsdorf – Birgel – Gey (– Horm / Straß) – Großhau – Kleinhau – (Brandenberg – Bergstein –) Hürtgen – Vossenack (– Schmidt)                            |
| SB86  | Schnellbus: Düren Bf/ZOB – StadtCenter – Düren Kaiserplatz – Birgel Alte Post – Gey – Großhau – Kleinhau – Hürtgen – Vossenack – Raffelsbrand – Lammersdorf – Paustenbach – Bickerath – Simmerath |

## Persönlichkeiten
- Bernd Neuendorf (* 1961), deutscher Politiker
- Barbara Esser (* 1953), deutsche Inlineskaterin

## Sonstiges

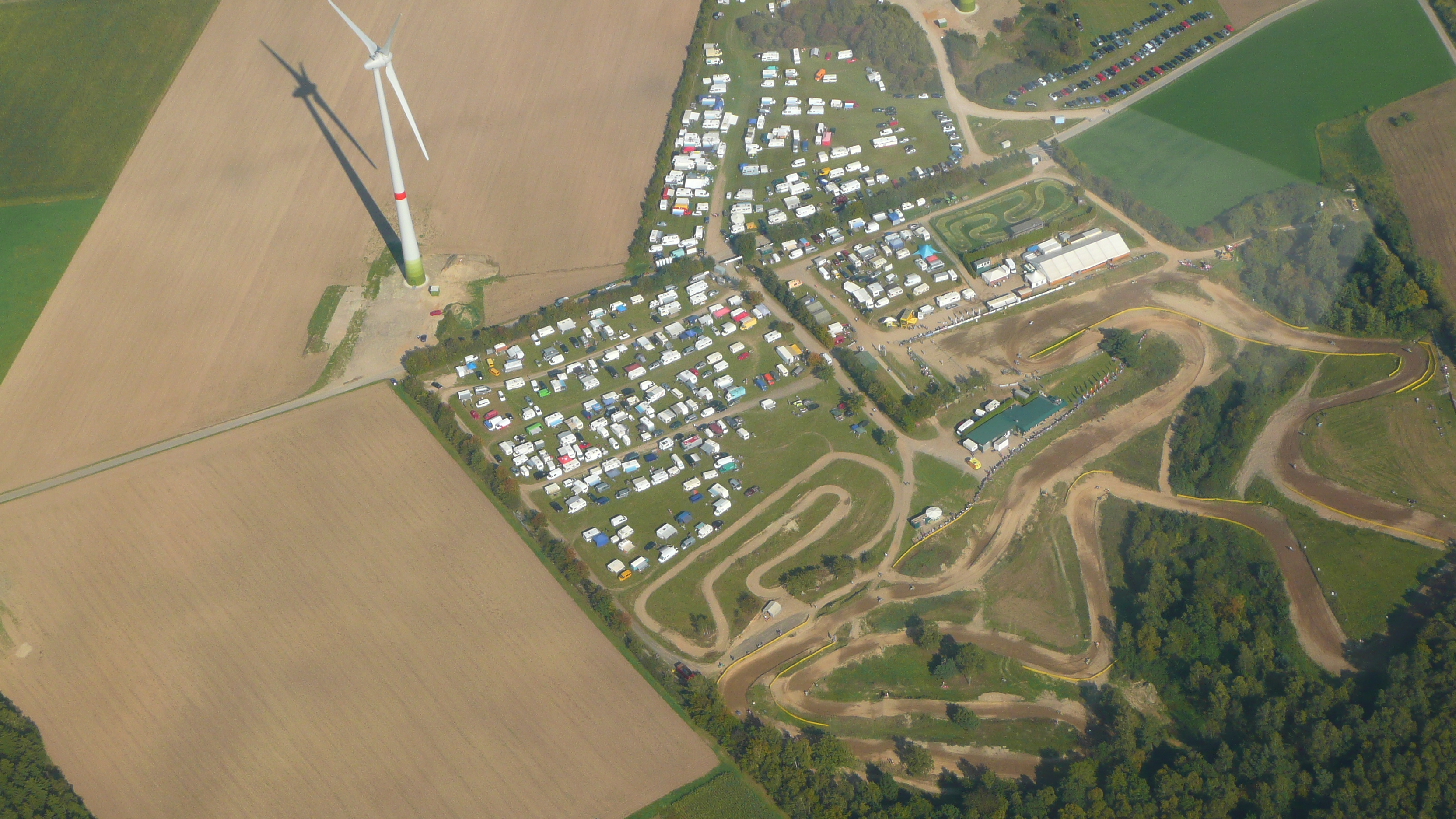
Motocross-Strecke in Kleinhau

- Am Ortsrand in Richtung Brandenberg befindet sich eine 1800 m lange Natur-Motocross-Strecke, auf der zweimal im Jahr internationale Meisterschaften ausgefahren werden. Betreuer der Strecke ist der Verein MSC Kleinhau.
- Der kreiseigene Jugendzeltplatz Finkenheide wurde am 2. Juli 1988 eröffnet. Er liegt an der Straße zur Wehebachtalsperre.
- Im Ort gibt es eine Kapelle, die Hürtgenwald-Gedächtnis-Kapelle.
- Der alte Marienplatz wurde vor kurzem erst renoviert.